# Chapter V: Unbent, Unbowed, Unbroken
Chapter V: Unbent, Unbowed, Unbroken er et album af det svenske power metalband HammerFall som blev udgivet 4. marts 2005 på det uafhængige tyske pladeselskab Nuclear Blast.

## Spor
1. "Secrets" (Dronjak/Cans) – 6:06
2. "Blood Bound" (Dronjak/Cans) – 3:49
3. "Fury of the Wild" (Dronjak/Cans) – 4:44
4. "Hammer of Justice" (Dronjak/Cans) – 4:37
5. "Never, Ever" (Dronjak) – 4:05
6. "Born to Rule" (Dronjak/Cans/Elmgren) – 4:08
7. "The Templar Flame" (Dronjak/Cans) – 3:41
8. "Imperial" (Dronjak) – 2:29
9. "Take the Black" (Dronjak/Cans) – 4:46
10. "Knights of the 21st Century" (Dronjak/Cans) – 12:19

## Musikere
- Joacim Cans – Vokal
- Oscar Dronjak – Guitar og bagvokal
- Stefan Elmgren – Guitars
- Magnus Rosén – Bas
- Anders Johansson – Trommer